# Grades de l'Armée de l'air et de l'espace française
En France, les grades et appellations de l'Armée de l'air et de l'espace sont ceux de la hiérarchie militaire générale et sont identiques à ceux de l'Armée de terre. Seuls les grades et appellations des officiers généraux de l'Armée de l'air et de l'espace diffèrent. Comme dans l'Armée de terre, la féminisation des grades se fait par la suppression du « Mon » lorsqu'on s'adresse à une femme militaire.
Les personnels de l’Armée de l’air et de l'espace appartiennent à l'un des trois corps suivants : 
- le corps du personnel navigant ;
- le corps des mécaniciens ;
- le corps des bases.

Depuis le 1er janvier 2010, le corps des commissaires de l'air relève du service du commissariat des armées.
À chacun de ces corps sont associés une couleur (reprise sur la plaquette nominative) et un insigne de poitrine (porté au-dessus de la poche droite de la veste de cérémonie) :
- personnel navigant ; couleur : rouge ; insigne : ailes reliées par une étoile (cet insigne de tissu est distinct de l'insigne de pilote)
- mécaniciens ; couleur : lavande ; insigne : ailes reliées par une roue dentée
- bases ; couleur bleu ; insigne : ailes seules, reliées
- commissaires ; couleur : brun loutre ; insigne : ailes reliées par une feuille d'acanthe.

Les personnels médicaux portent des couleurs et insignes spécifiques à leurs domaines respectifs (médecins, pharmaciens, dentistes, par exemple).
Précédemment, un liseré de cette couleur figurait autour des insignes de grade, seuls les commissaires de l'air et les spécialistes de santé exerçant au sein de l'Armée de l'air ont conservé cette particularité.
- La Gendarmerie de l'air et de l'espace, mise pour emploi auprès de l'armée de l'air et de l'espace, porte la tenue air et des fourreaux d'épaule de couleur argent ou bleue (rang), contrairement aux aviateurs qui, eux, les ont de couleur dorée ou orange (rang).
- Le Génie de l'air, qui dépend de l'Armée de terre, porte des fourreaux d'épaule mixtes air/génie (velours noir, galons génie et charognard type Armée de l'air).

## Officiers

### Officiers généraux
|                   | Grades                                 | Grades                                 | Rangs et appellations                  | Rangs et appellations                  |
| Code OTAN         | OF-6                                   | OF-7                                   | OF-8                                   | OF-9                                   |
| Fourreau d'épaule |                                        |                                        |                                        |                                        |
| Grade             | Général de brigade aérienne            | Général de division aérienne           | Général de corps aérien                | Général d'armée aérienne               |
| Abréviation       | GBA                                    | GDA                                    | GCA                                    | GAA                                    |
| Appellation       | Mon général (homme) ou Général (femme) | Mon général (homme) ou Général (femme) | Mon général (homme) ou Général (femme) | Mon général (homme) ou Général (femme) |

Il n'y a pas de grade équivalent au Code OTAN OF-10 au sein de l'Armée française ; en revanche le titre de maréchal de France (dignité dans l'État), est considéré comme tel.
Note : l'appellation du grade de général est précédée de « mon » lorsque son titulaire est un homme. Comme l'indique le tableau, par exemple pour un homme général : « mon général » ; pour une femme général : « général ».  « Mon » signifie « monsieur ».

### Officiers supérieurs
| Code OTAN         | OF-3                                         | OF-4                                   | OF-5                                   |
| Fourreau d'épaule |                                              |                                        |                                        |
| Grade             | Commandant                                   | Lieutenant-colonel                     | Colonel                                |
| Abréviation       | CDT                                          | LCL                                    | COL                                    |
| Appellation       | Mon commandant (homme) ou Commandant (femme) | Mon colonel (homme) ou Colonel (femme) | Mon colonel (homme) ou Colonel (femme) |

Note : l'appellation du grade de commandant, lieutenant-colonel ou colonel est précédée de « mon » lorsque son titulaire est un homme. Comme l'indique le tableau, par exemple pour un homme colonel : « mon colonel » ; pour une femme colonel : « colonel ».  « Mon » signifie « monsieur ».

### Officiers subalternes
| Code OTAN         | OF-1                                         | OF-1                                         | OF-2                                       |
| Fourreau d'épaule |                                              |                                              |                                            |
| Grade             | Sous-lieutenant                              | Lieutenant                                   | Capitaine                                  |
| Abréviation       | SLT                                          | LTT                                          | CNE                                        |
| Appellation       | Mon lieutenant (homme) ou Lieutenant (femme) | Mon lieutenant (homme) ou Lieutenant (femme) | Mon capitaine (homme) ou Capitaine (femme) |

Note : l'appellation du grade de lieutenant ou capitaine est précédée de « mon » lorsque son titulaire est un homme. Comme l'indique le tableau, par exemple pour un homme lieutenant : « mon lieutenant » ; pour une femme lieutenant : « lieutenant ».  « Mon » signifie « monsieur ».

### Élèves officiers

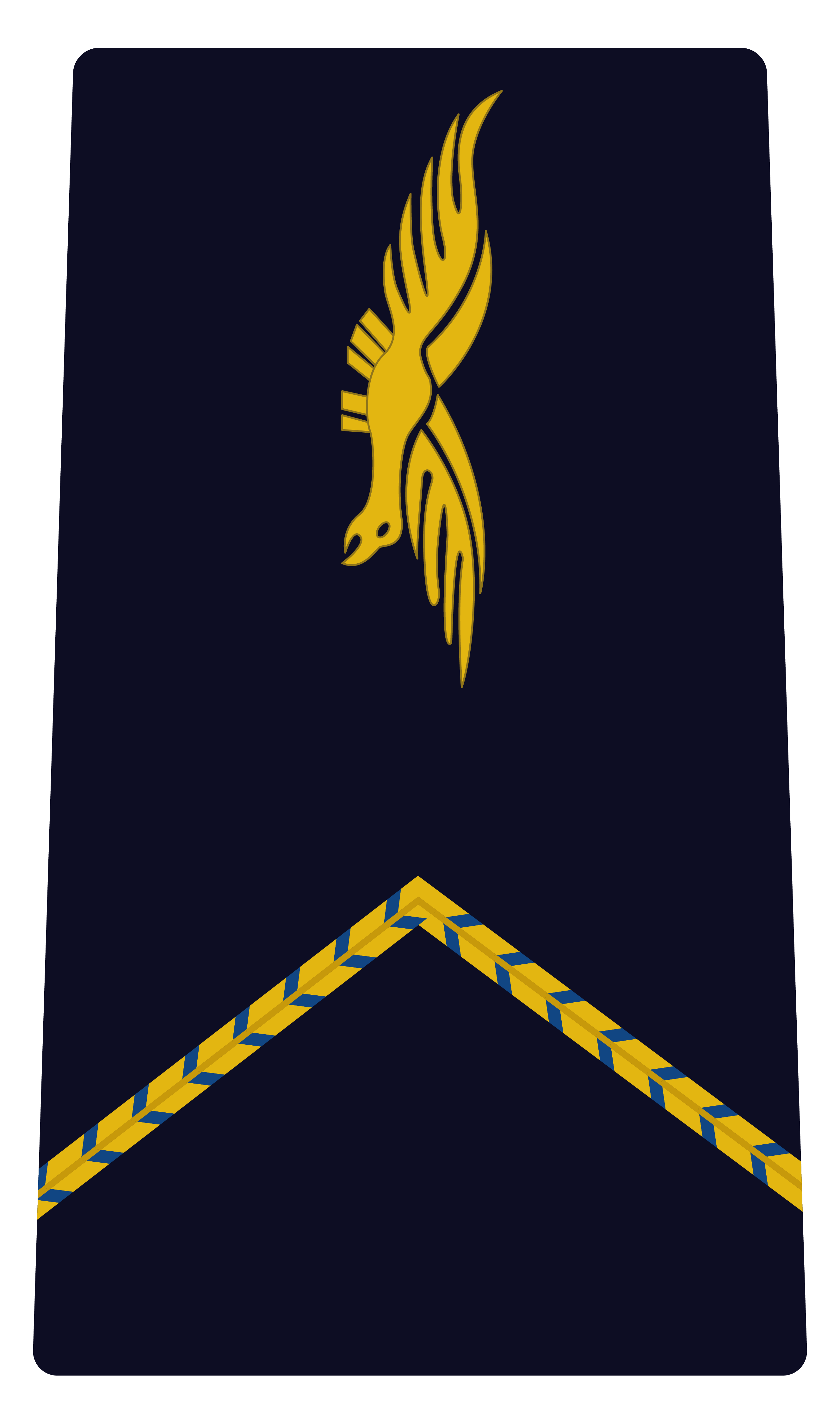
Élève-officier du personnel navigant uniquement porté par les élèves-officiers sous contrat pilotes ou navigateurs durant leurs cursus de formation.
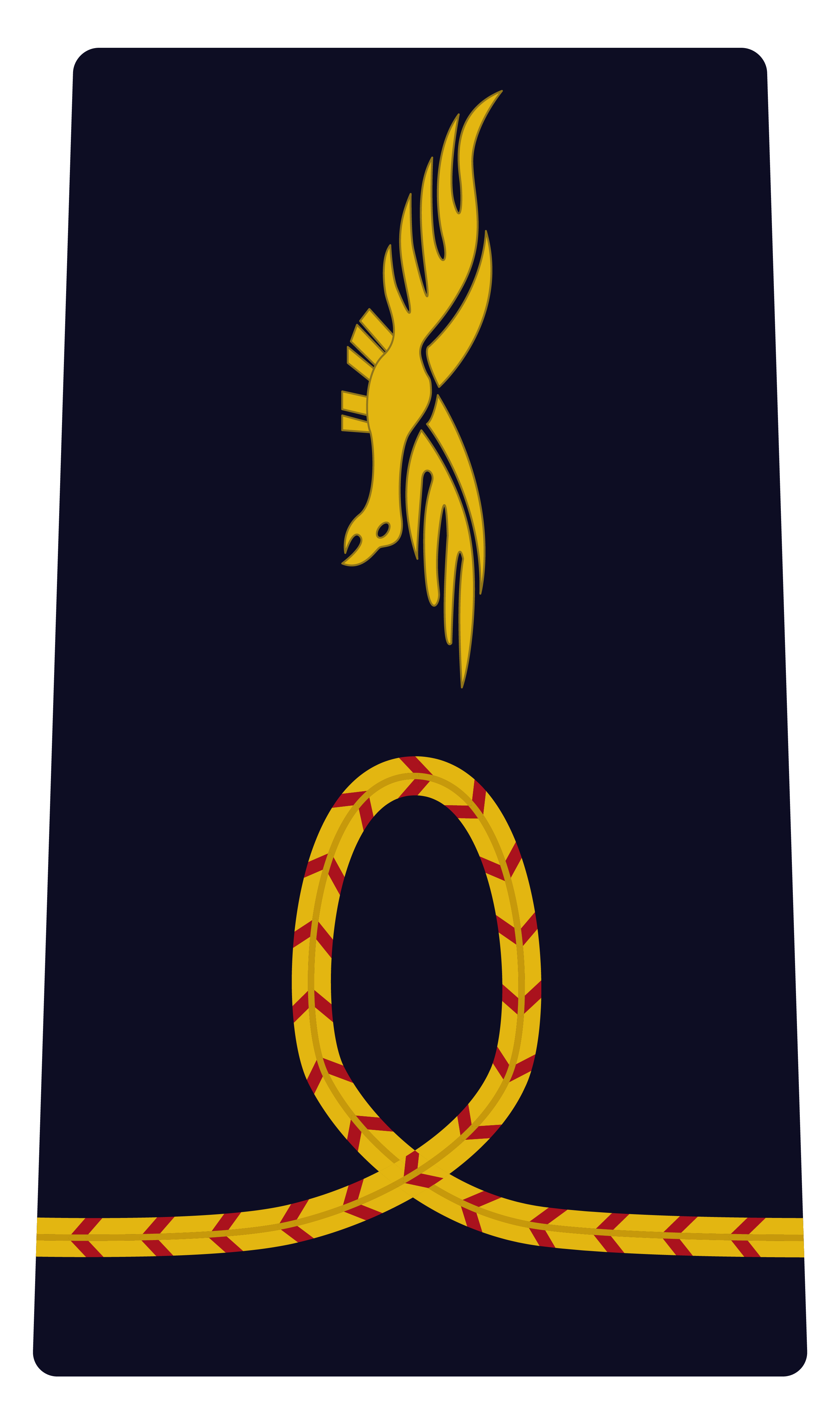
Aspirant (autre qu'élève officier de l'École de l'air et de l'espace).
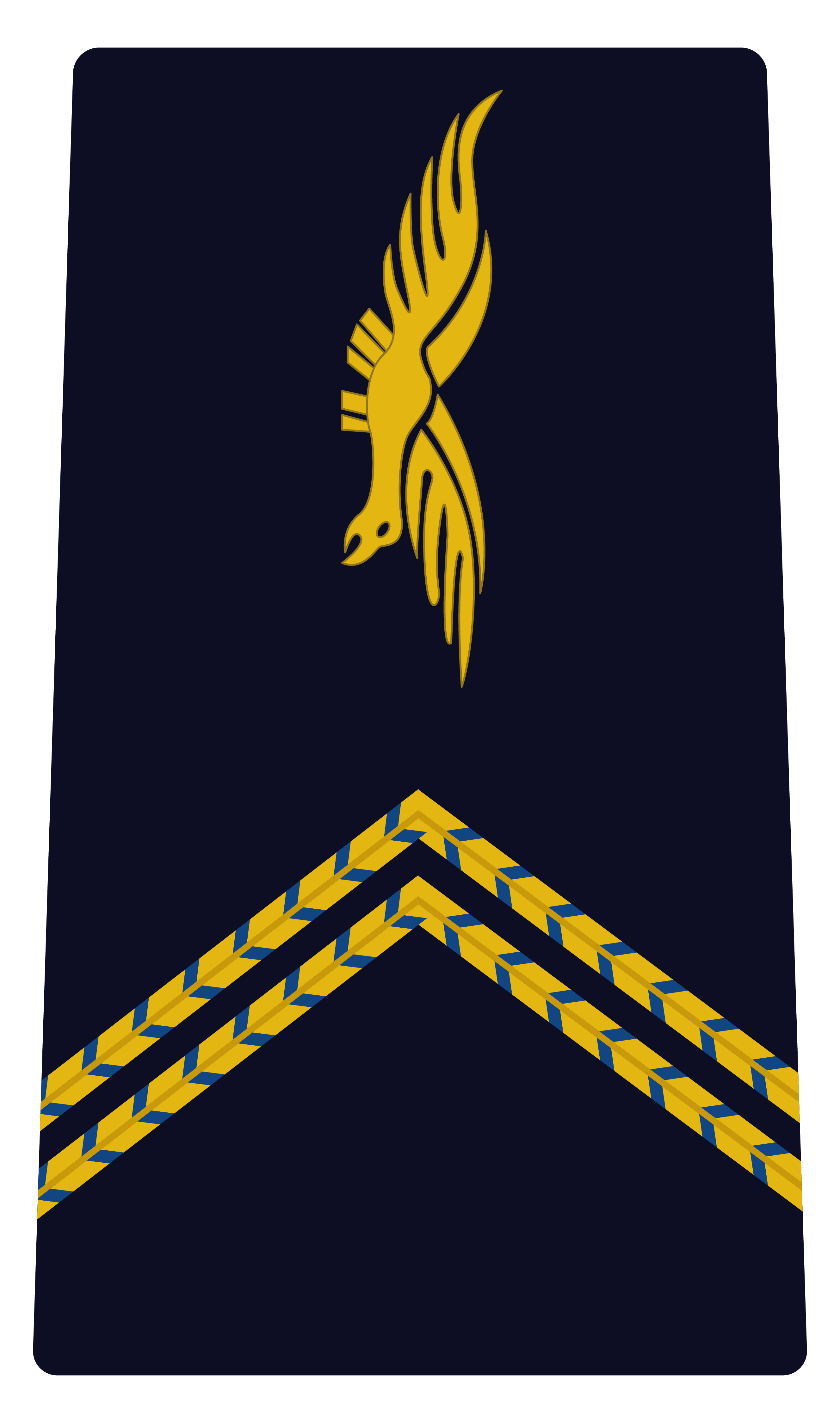
Aspirant, élève officier de première année à l'École de l'air et de l'espace.
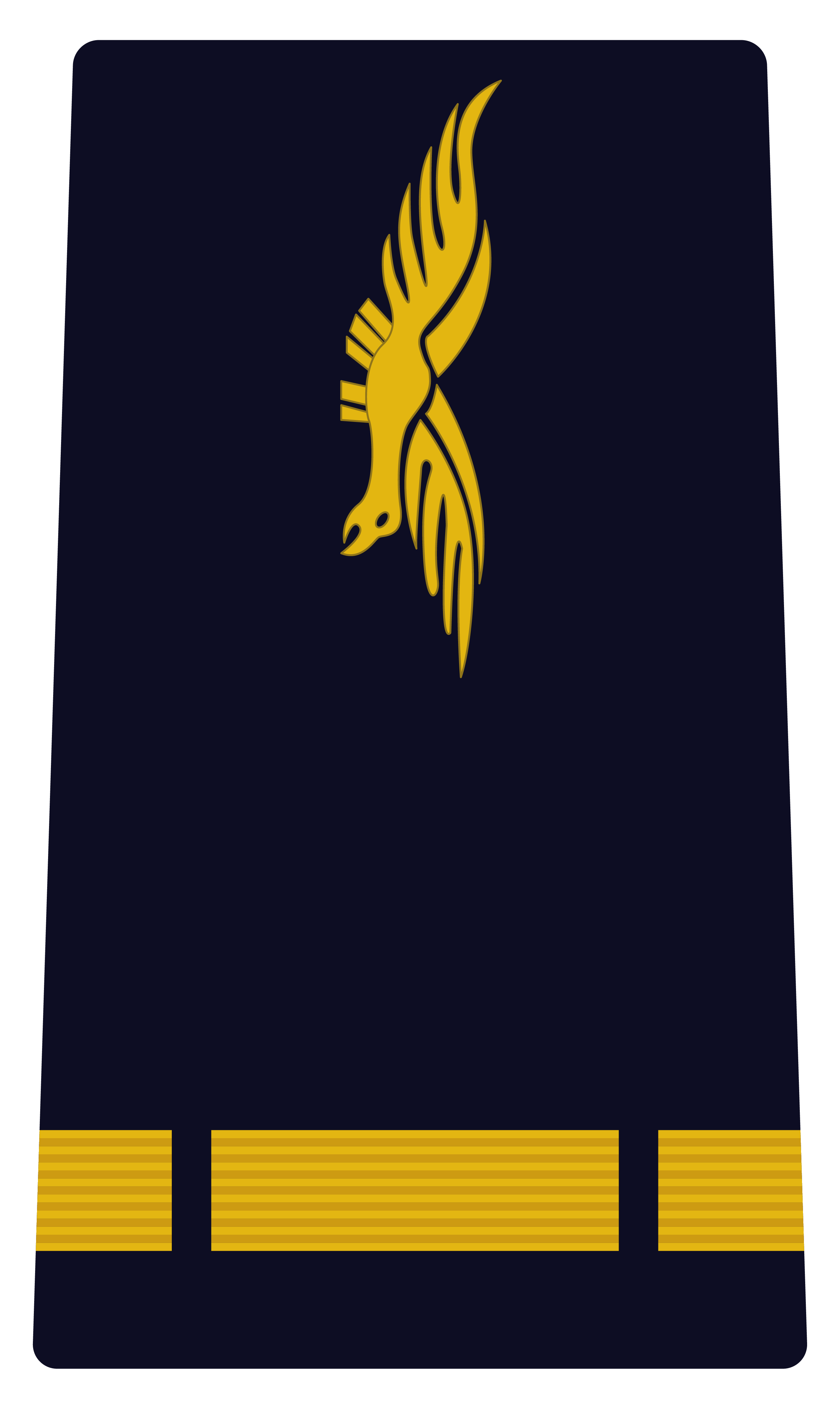
Aspirant, élève officier de deuxième année à l'École de l'air et de l'espace.

## Sous-officiers

### Sous-officiers supérieurs
| Code OTAN         | OR-8                                     | OR-9                                               | OR-9  |
| Fourreau d'épaule |                                          |                                                    |       |
| Grade             | Adjudant                                 | Adjudant-chef                                      | Major |
| Abréviation       | ADJ                                      | ADC                                                | MAJ   |
| Appellation       | Mon adjudant (homme) ou Adjudant (femme) | Mon adjudant-chef (homme) ou Adjudant-chef (femme) | Major |

Note : l'appellation du grade d'adjudant et d'adjudant-chef est précédée de « mon » lorsque son titulaire est un homme. Comme l'indique le tableau, par exemple pour un homme adjudant : « mon adjudant » ; pour une femme adjudant : « adjudant ».  « Mon » signifie « monsieur ».
Il n'y a pas de grade équivalent au Code OTAN OR-7 au sein de l'Armée française.

### Sous-officiers subalternes

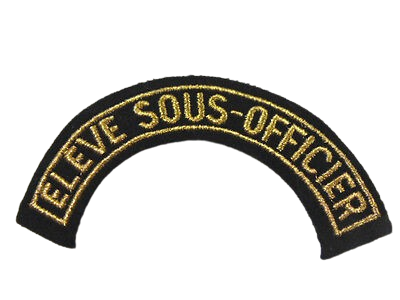
Bandeau d'épaule d'élève sous-officier.

| Code OTAN         | OR-5    | OR-6         |
| Fourreau d'épaule |         |              |
| Grade             | Sergent | Sergent-chef |
| Abréviation       | SGT     | SGC          |
| Appellation       | Sergent | Chef         |

### Élèves sous-officiers
Il n’existe pas de galon porté par les élèves sous-officiers de l’Armée de l’air et de l'espace, contrairement aux élèves sous-officiers de l’Armée de terre, aux élèves sous-officiers de la Gendarmerie nationale ou aux élèves maistranciers de la Marine nationales. 
Les élèves sous-officiers de l'Armée de l'air présentent sur leur manche gauche d'uniforme un titre d'épaule, ou bandeau marqué : « élève sous-officier » comme élément distinctif.

## Militaires du rang
| Code OTAN         | OR-1     | OR-2                   | OR-3    | OR-4         |
| Fourreau d'épaule |          |                        |         |              |
| Grade             | Aviateur | Aviateur de 1re classe | Caporal | Caporal-chef |
| Abréviation       | AVT      | AV1                    | CAL     | CLC          |
| Appellation       | Aviateur | Aviateur               | Caporal | Caporal-chef |

En décembre 2024 est créé un galon distinctif, pour les caporaux-chefs titulaires du brevet supérieur de technicien (BST). Ce grade ajoute une soutache dorée aux galons. Pour tous les militaire du rang sont également ajoutées brodées sur les fourreaux sous les chevrons de grades, des brisques indiquant l'ancienneté de l'aviateur, de cinq années par marque.

## Corps éteints

### Commissaires de l'air
Le corps des commissaires de l'air était composé exclusivement d’officiers.
L'appellation réglementaire était « Monsieur le commissaire » ou « Madame le commissaire », la référence aux grades de la hiérarchie générale est tolérée (« mon capitaine »...). Depuis le 1er janvier 2013, le corps des commissaires des armées, du Service du commissariat des armées, se substitue aux trois corps qui existaient jusque-là, ceux des commissaires de l'Armée de terre, des commissaires de la Marine et des commissaires de l'air. Désormais, ce sont des commissaires dits « d'ancrage air » qui assument les fonctions autrefois dévolu aux commissaires de l'air. 
- Commissaire général de corps aérien (CRE GCA)
- Commissaire général de division aérienne (CRE GDA)
- Commissaire général de brigade aérienne (CRE GBA)
- Commissaire colonel (CRE COL)
- Commissaire lieutenant-colonel (CRE LCL)
- Commissaire commandant  (CRE CDT)
- Commissaire capitaine (CRE CNE)
- Commissaire lieutenant (CRE LTT)
- Commissaire sous-lieutenant (CRE SLT)[3]
- Commissaire aspirant (CRE ASP)[4]